# جامعة لفيف للثقافة البدنية
جامعة لفيف للثقافة البدنية مؤسسة تعليم عالي أوكرانية، (بالأوكرانية: Львівський державний університет фізичної культури імені Івана Боберського) هي جامعة تقع في لفيف أوبلاست، أوكرانيا. تأسست هذه الجامعة في سنة 1946